# Karl Wilhelm von Dalla Torre
Pour les articles homonymes, voir Torre.
Karl Wilhelm von Dalla Torre, né le 4 juillet 1850 à Kitzbühel et mort le 6 avril 1928 à Innsbruck, est un botaniste, entomologiste et naturaliste autrichien.

## Biographie
Il étudie les sciences naturelles à l'université d'Innsbruck et enseigne de 1874 à 1895 à Eger, Linz et au collège académique d'Innsbruck où il remarque comme élève le futur botaniste Heinrich von Handel-Mazzetti. Il devient dozent de l'université d'Innsbruck en tant qu'entomologiste en 1895, puis professeur de zoologie dans cette même université.

## Quelques publications
- (la) Catalogus hymenopterorum hucusque descriptorum systematicus et synonymicus, vol. 1-10, Leipzig, 1894-Texte en ligne vol. VI, VIII et IX
- (de) avec Anton Hartinger, Atlas der Alpenflora, Vienne, Verl. d. Dt. u. Österr. Alpenvereins, 1882-1884
- (de) Die Alpenpflanzen im Wissensschatz der deutschen Alpenbewohner, 1905
- (de) Flora der gefürsteten Grafschaft Tirol, des Landes Vorarlberg und des Fürstentums Liechtenstein, en collaboration avec Ludwig von Sarnthein, 1900-1913
- (de) Klimatographie von Tirol und Vorarlberg, en collaboration avec Heinrich von Ficker, Vienne, Gerold, 1909
- De nombreux catalogues sur les genres Lepidoptera, Coleoptera, Hymenoptera, etc.